# Udo Breger
Udo Breger (* 1941 in Göttingen) ist ein deutscher Autor, Übersetzer und Verleger mit engem Bezug zur Beat Generation.

## Leben
Udo Breger studierte von 1964 bis 1971 Anglistik und Romanistik an der Universität Göttingen. Zwischen 1968 und 1975 veröffentlichte und veranstaltete er im Rahmen seines Verlags für Konzeptkunst und Autoren der Beat Generation (Expanded Media Editions) unter anderem Projekte mit Ian Hamilton Finlay, Joseph Beuys, Timm Ulrichs, Allen Ginsberg, Brion Gysin und William S. Burroughs. Mitte der 1970er-Jahre übersetzte er die vom Sphinx Verlag veröffentlichte Romantrilogie Illuminatus! von Robert Shea und Robert Anton Wilson.
Seit 1977 lebt Breger in seiner Wahlheimat Basel, wo er als Übersetzer und Publizist tätig ist. Er übersetzte Bücher beziehungsweise Texte von John Lilly, Alan Watts, Walt Whitman, Rudy Rucker, Thorne Smith für verschiedene Verlage. Während seiner USA-Aufenthalte begegnete er zwischen 1978 und 1992 unter anderen Albert Hofmann, Andy Warhol und Richard Buckminster Fuller. Er arbeitete mit als Übersetzer von Robert Wilsons The Black Rider, das 1990 am Thalia Theater in Hamburg uraufgeführt wurde. 2016 erschien unter dem Titel Road Stops ein Bericht über Begegnung und Zusammenarbeit mit zahlreichen namhaften Künstlerinnen und Künstlern, dazu zählen neben den bereits genannten Personen beispielsweise auch Patricia Highsmith und Frank Zappa. 
Udo Breger war zweimal verheiratet und ist Vater einer Tochter sowie zweifacher Großvater. Seine zweite Frau Esther hat an mehreren seiner literarischen Übersetzungen mitgearbeitet.

## Publikationen
- mit Michael Badura, Reinhard Rock und Friedemann Singer (Bilddokumentation): Konzepte einer neuen Kunst, Ausstellung im Städtischen Museum Göttingen, Jan.–Apr. 1970, Udo Breger, Göttingen, 1970
- Making Off With the Goldfish, Udo Breger, Göttingen, 1974. [12]S. Shark-editions, Nr. 1.
- Poem for a Rock N' Roll Girl. [1]Bl. Expanded Media Editions, Göttingen 1973 oder 1974. Broadsheet.
- MMM – Cutting Off the Roots, Prosa und Photos, Udo Breger, Göttingen, 1975. Shark-editions, Nr. 8.
- mit Pawel Lucki: Tiara to Artist of Polish Descent, Blue Sweat Press, Göteborg, 1976
- Identity Express, Chaos Press, Melano, 1979
- 23. Februar 1988, Peter Engstler, Oberwaldbehrungen i. Ostheim/Rhön, 1989
- Der Raketenberg. Kohnstein, Dora und die V2, Peter Engstler, Oberwaldbehrungen i. Ostheim/Rhön, 1992.
- Mit Asche im Gepäck nach Tanger. In: Florian Vetsch & Boris Kerenski (Hrsg.): Tanger Telegramm. Reise durch die Literaturen einer legendären marokkanischen Stadt. bilgerverlag, Zürich 2004/2017
- Road Stops: Stationen einer Lebensreise mit Burroughs, Gysin und vielen anderen, Imago Mondial, 2016.

Publikationen von Udo Breger wurden in der Basler Zeitung, der Weltwoche sowie in Literaturzeitschriften und Kunstkatalogen in der Schweiz und der Bundesrepublik Deutschland veröffentlicht, zum Beispiel im Periodikum Trompete, Theo Köppen, Peer Schröder, Katja Töpfer (Hrsg.).

## Übersetzungen
Udo Breger übersetzte, unter anderem für seinen Verlag Expanded Media Editions und für AQ, Sphinx, Fischer Taschenbuch, Eichborn, Eco Zürich, Rogner & Bernhard und Steidl (Göttingen) Texte verschiedener Autoren ins Deutsche.
- Gerard Malanga, Light. Licht, Expanded Media Editions, Göttingen, 1973.
- Franco Beltrametti, Ein anderes Erdbeben, Nachtmaschine, Zürich (Matthyas Jenny), 1978.
- Bob Kaufman: Eremit in San Francisco. Lyrik & Prosa, Eco-Verlag, Zürich 1982.
- William S. Burroughs, The Four Horsemen of the Apocalypse. Die vier apokalyptischen Reiter, Expanded Media Editions, Bonn, 1984.
- William S. Burroughs, The Cat Inside, Berlin: Druckhaus Galrev, 1994 (mit Esther Breger).
- Brion Gysin, Umherschweifen, Beute machen, Erzählungen und Auskünfte aus Tanger, Janus Press, Berlin u. München, 1997 (mit Esther Breger).
- James Hamilton-Paterson, Die Geister von Manila: Roman, Insel Verlag, Frankfurt am Main 1998 (mit Esther Breger).
- William Burroughs, Blade Runner. Ein Film, Stadtlichter, Werzendorf 2016.

## Als Verleger veröffentlicht
Verlag Udo Breger
- Christoph Müller: Konzeptionen-Arbeitsbuch: die Situation des Kunstanspruchs. Breger, Göttingen 1970. 72 Bl.
- Jürgen Ploog: Die Fickmaschine: ein Beitrag zur kybernetischen Erotik Breger, Göttingen 1970. [8] Bl.
- Jochen Gerz: Rechtschreibung, ego & Breger, Göttingen 1970. [13] Bl.
- Michael Badura (Hrsg.): Konzepte einer neuen Kunst. Breger, Göttingen 1970. [195]S.
- Timm Ulrichs: Fernsehen in Nahsicht: Statistik des Fernsehbildes. Breger, Göttingen 1970. [102]S.
- Unokanma Okonjo: The Impact of Urbanization on the Ibo Family Structure. Breger, Göttingen 1970, X, 307 S. Diss., Göttingen
- Jörg Fauser: Aqua Lunge. Breger, Göttingen 1971. 36 S.
- Ian Hamilton Finlay: The Olsen Excerpts. Photographs by Diane Tammes. Breger, Göttingen 1971.
- Ayaovi Mensah: Panafrikanismus oder wirtschaftliche Unterentwicklung. Breger, Göttingen 1974. XXIV, 584 S.
- Christopher Roeber: Lima im Blick. Breger, Göttingen 1975. Shark editions, Nr. 6. 24 S.
- Jürgen Ploog: Sternzeit 23. Breger, Göttingen, Köln 1975. Shark editions, Nr. 7. 32 S.

Expanded Media Editions.
- Jörg Fauser, Jürgen Ploog, Carl Weissner (Hrsg.): UFO. Expanded Media Editions, Göttingen 1971, 1972. 3 Nummern erschienen.
- Dieter Hagenbach: A House, une maison, una casa, ein Haus. Eine Serie von Dieter Hagenbach. Expanded Media Editions-Udo Breger, Göttingen 1971. [52]Bl.
- William S. Burroughs: Die elektronische Revolution. Expanded Media Editions, Nr. 1, Göttingen 1971.
- William S. Burroughs: Ali's Smile. Expanded Media Editions, Göttingen 1973
- Allen Ginsberg; Iron Horse. Expanded Media Editions. Göttingen 1973
- Sinclair Beiles: Deliria, Expanded Media Editions, Nr. 4, Göttingen 1973
- Claude Pélieu, Mary Beach: Blue Bangh!. Expanded Media Editions, Nr. 5, Göttingen 1973. 38 S.
- Gerhard Malanga: Light/Licht. Expanded Media Editions, Göttingen 1973
- Hammond Guthrie: Belfast Insert. [20]Bl. Expanded Media Editions, 1973
- Bruno Demattio: Software Culture Is Coming. Expanded Media Editions, Göttingen 1973

- Udo Breger, Silke Paull u. Erwin Stegentritt (Hrsg.), Cut Up. Eine Anthologie, AQ 14, AQ-Verlag, Dudweiler 1973, n.p. [92 S.]. Format 18,5 × 24,5 cm. Mit Beiträgen von William Bain, Mary Beach, Udo Breger, William S. Burroughs, Jörg Fauser, [Michael Gibbs?], Hammond Guthrie, Gerhard Hanak, Karl Kollmann, Chris Kolonah, David Mayor, Harold Norse, Jeff Nuttall (Graphiken), Claudé Pelieu, Jürgen Ploog, Chas Plymell, Kurt Stalter. Mit einer Cut-up Check-up Liste von Carl Weissner.
- Udo Breger, Chris Kolonah (Hrsg.): Soft Need, Nr. 8, Expanded Media Editions, Göttingen, September, 1973. 46 S. Mit Beiträgen von Brion Gysin, Jürgen Ploog, William S. Burroughs, John Giorno, Hammond Guthrie, Biggi Bangert, Be-bop Martin u. Ekku.
- Soft Need, Nr. 9, Expanded Media Editions, Bonn u. Göteborg, Frühjahr, 1976, 111 S. Mit Beiträgen von Claude Pelieu, Charles Plymell, Brion Gysin, William S. Burroughs, John Giorno, Carl Weissner, Walter Hartmann, Jürgen Ploog, Udo Breger, William Bain, u. v. a.
- Soft Need, Nr. 17, Brion Gysin-Ausgabe, Basel u. Paris, October 1977

- Claude Pélieu: Amphetamin Cowboy. Expanded Media Editions, Bonn 1976.
- Charles Plymell: Panik in Dodge City. Expanded Media Editions, Bonn 1981
- Carl Laszlo: Ferien am Waldsee. Expanded Media Editions, Bonn 1981